# Easyfitness

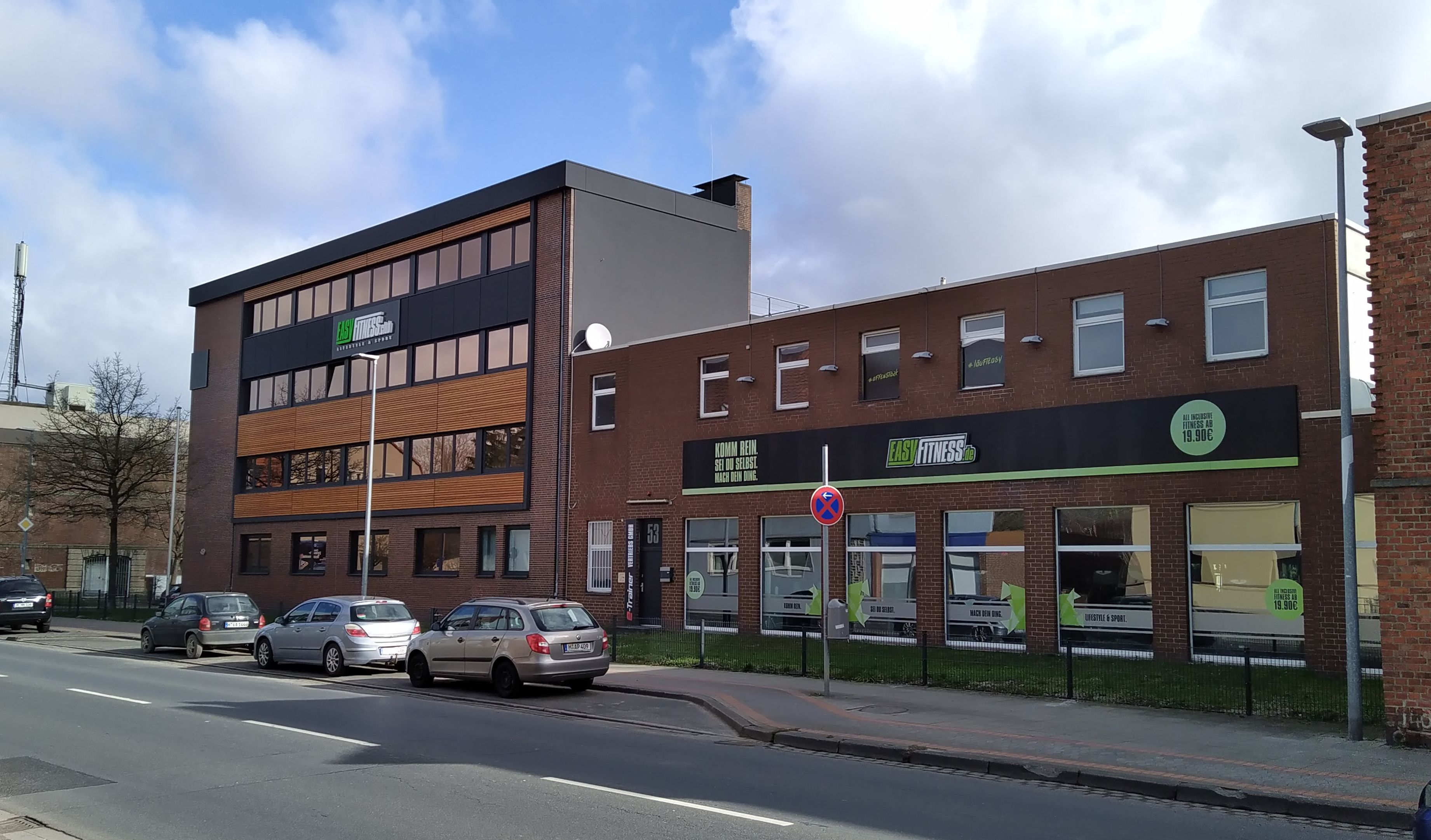
Zentrale in Hannover-Misburg

Easyfitness ist eine Franchisekette im Fitnesssegment mit Sitz in Hannover. Gegenwärtig existieren rund 185 Clubs in drei Ländern, in denen insgesamt ca. 450.000 Mitgliedern ihr Training absolvieren. Die Studios der Franchisekette befinden sich in Deutschland, Österreich und Spanien.

## Geschichte
Gegründet wurde Easyfitness 2006 von Michael Mäder als Franchisesystem zum Betreiben von Fitnessstudios. Easyfitness eröffnete die ersten Fitnessstudios als eigene Pilotbetriebe in Bückeburg, Stadthagen und Seelze.
2008 gründete Mäder in Braunschweig die Easyfitness Management GmbH, die als Franchisegeber fungiert. 2010 zog die Easyfitness Management GmbH nach Hannover um. Seit 2022 firmiert der Franchisegeber als Easyfitness Franchise GmbH. Mit Stand 2024 hat das Unternehmen knapp 185 Filialen (Franchise & Pilotbetriebe), in den ca. 450.000 Mitglieder trainieren, und beschäftigt etwa 50 Mitarbeiter in der Systemzentrale in Hannover-Misburg. Seit 2020 ist Easyfitness Mitglied im deutschen Franchiseverband.
Im Jahr 2023 stand Easyfitness auf Platz 4 der Fitnessketten in Deutschland nach Anlagenzahl, hinter der RSG Group, FitX und clever Fit. 2019 stand Easyfitness noch auf Platz 7, hinter Clever fit, Mrs. Sporty, Bodystreet, Körperformen, McFit und Physio Aktiv, aber vor Injoy, Kieser und FitX. Die Stiftung Warentest führte 2017 einen Test der sieben größten Fitnessketten in Deutschland durch, zu denen auch Easyfitness gehörte. Zwar wurde dabei die Ausstattung bei Easyfitness mit „gut“ bewertet, aber die Betreuung sei bei einem Preis von 25 Euro pro Monat nicht gut.